# 리옹역

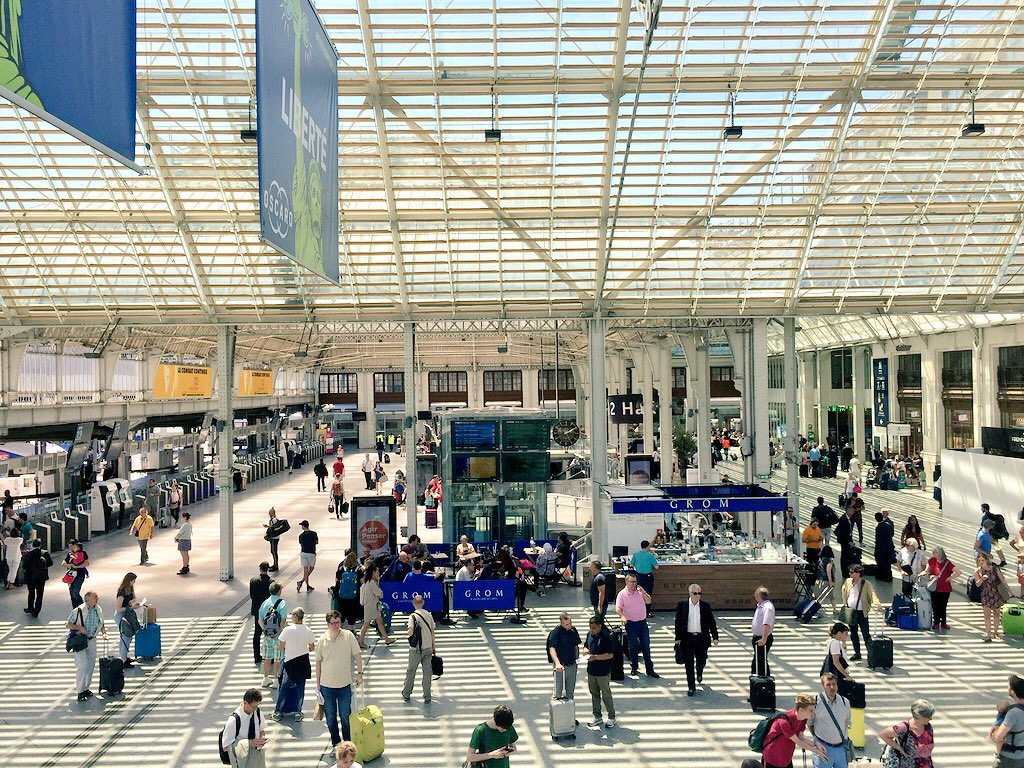

리옹역(Gare de Lyon)은 프랑스 파리의 철도역 중 하나이다. 파리 12구에 위치해 있다.
1847년부터 공사에 들어갔다. 1849년 8월 12일 "Railway station from Paris to Montereau"라는 이름으로 공식 개통하였다.